# Ivana Mrvaljević
Ivana Mrvaljević (Cetinje, 26. septembar 1976 — Podgorica, 25. januar 2024) bila je crnogorska glumica, producentkinja i kulturna radnica.

## Životopis
Rođena je 26. septembra 1976. godine na Cetinju u SR Crnoj Gori. Na Cetinju je odrasla i školovala se, da bi 1999. diplomirala glumu na Fakultetu dramskih umjetnosti u klasi Bora Stjepanovića. Sedam godina (1999-2006) bila je stalni član ansambla Gradskog pozorišta u Podgorici, a 2001. osniva NVO „Teatar mladih“ na Cetinju.
Osim glumom bavila se i produkcijom. Bila je izvršni direktor u producentskoj kući MM Production iz Budve gde je producirala TV seriju To toplo ljeto i TV film Pare ili život.
Od 2007. do 2008. godine, bila je umetnički direktor Kraljevskog pozorišta „Zetski dom“ na Cetinju gde je oformila Akademsku scenu ART. Od 2007. godine bila je član Upravnog odbora Udruženja filmskih stvaralaca Crne Gore.
U Italiji, Torino završila je Master za kinematografsku i televizijsku produkciju i kros medijalne komunikacije.
Januara 2012. godine na Cetinju je osnovala produkcijsku kuću "Andromeda pictures".
Od juna 2012. godine bila je direktor Gradskog pozorišta u Podgorici.

## Odabrane pozorišne uloge
- "Hormoni" (Mila Mašović Nikolić)

režija: Alisa Stojanović; Gradsko pozorište Podgorica 2014.
- "Slasti slave" (Piter Quilter)

režija: Stefan Sablić; Gradsko pozorište Podgorica 2014.
- Sedam dana' (Tena Štivičić)

režija: Alisa Stojanović; Gradsko pozorište Podgorica 2012.
- Penelopijada'(Margaret Atwood)

režija: Dragana Varagić; Centar za kulturu Tivat, 2012.
- Novecento-Boka Hotel (S. Koprivica)

režija: Đ. Tešić; Centar za kulturu Tivat, 2010.
- Nenagrađeni ljubavni trud (V. Šekspir)

režija: N. Milivojević; Centar za kulturu Tivat & Bitef teatar, 2007.
- Novela od ljubavi (S. Koprivica)

režija: M. Karadžić; Gradsko pozorište Podgorica, 2006.
- Vladimir i Kosara (M. Piletić)

režija: S. Milenkovski; Gradsko pozorište Podgorica, 2005.
- Vilenjak (O. Vajld)

režija: I. Bogićević Leko; Gradsko pozorište Podgorica, 2005.
- Ostatku napredak (S. Koprivica)

režija: M. Karadžić; Gradsko pozorište Podgorica, 2004.
- Karusel - Jelena Savojska (N. Bukilić)

režija: R. Raponja; Centar za kulturu Tivat, 2004.
- Karakteri (M. Depolo)

režija: D. Mihajlović; Gradsko pozorište Podgorica, 2003.
- Smrt (V. Alen)

režija: Petar Pejaković; Crnogorsko narodno pozorište, 2002.
- Nenagrađeni ljubavni trud (V. Šekspir)

režija: M. Karadžić; Gradsko pozorište Podgorica, 2002.
- Arlekin, sluga dvaju gospodara (K. Goldoni)

režija: Kole Angelovski; Gradsko pozorište Podgorica, 2002.
- Vilinska kočija (A. Glovacki)

režija: M. Karadžić; Gradsko pozorište Podgorica, 2002.
- Innominato (S. Koprivica)

režija: M. Karadžić; Centar za kulturu Tivat, 2002.
- Između nas i plavog neba (teatar sjenki) (V. Nikolić)

režija: Bisera Kolevska Belova; Gradsko pozorište Podgorica, 2001.
- Betula u Malu Valu (S. Koprivica)

režija: M. Karadžić; Centar za kulturu Tivat, 2001.
- Bokeški d-mol (S. Koprivica)

režija: M. Karadžić; Centar za kulturu Tivat, 2000.
- Spašavaj se od svoje žene (R. Kuni)

režija: I. Bogićević Leko; Gradsko pozorište Podgorica, 2000.
- Zauvijek tvoj (S. Koprivica)

režija: M. Karadžić; Gradsko pozorište Podgorica, 1999.
- Komedija zabune (Šekspir|V. Šekspir)

režija: J. Marković; Crnogorsko narodno pozorište, 1999.
- Treći svjetski rat (I.M. Lalić)

režija: S. Ćetković i D. Milinković; Savremeni teatar Cetinje, 1999.
- Jerma (F.G. Lorka)

režija: Lj. Majera; Budva Grad Teatar, 1997.

## Televizijske uloge
- "Budva na pjenu od mora" (TV serija)

režija: Milan Karadžić; MM Production Montenegro i Vision Team 2013.
- Premijer (TV serija)

režija: M. Karadžić; TV Pink, 2008.
- Kontrolori (TV serija)

režija: D. Đurović; Radio Televizija Crne Gore, 2005.
- M(j)ešoviti brak (TV serija)

režija: M. Karadžić; TV Pink, 2003-2005.
- Cetinjski zarobljenik (igrano-dokumentarni TV film)

režija: B. Bastać; Radio Televizija Crne Gore, 2002.
- Glasonoše novog doba (igrano-dokumentarna TV serija)

režija: G. Bulajić; Radio Televizija Crne Gore, 2001.
- Čuvari staza sjevera (TV serija)

režija: D. Đurović; Radio Televizija Crne Gore, 1999.
- Čuvari plaže Jadrana (TV serija)

režija: D. Đurović; Radio Televizija Crne Gore, 1999.
- Oriđinali (TV serija)

režija: Ž. Nikolić; Radio Televizija Crne Gore, 1995.

## Filmske uloge
- Lokalni vampir (2010)

reditelj: Branko Baletić
- Paura di amare (2009)

reditelj: Vincenzo Terracciano
- Pare ili život (2009)

reditelj: Milan Karadžić
- Ljubav - ožiljci (2009)

reditelj: Mladen Vujačić
- Fuck YU Love YU (2000)

reditelj: Franc Novotny
- Istina piše na zidu (1996)

reditelj: Mirko Matović

## Spoljašnje veze
- Ivana Mrvaljević на веб-сајту  (језик: енглески)